# Uhroiidî
Uhroiidî (în ucraineană Угроїди) este o așezare de tip urban din raionul Krasnopillea, regiunea Sumî, Ucraina. În afara localității principale, mai cuprinde și satele Naumivka, Okip și Petrușivka.

## Demografie
Componența lingvistică a așezării de tip urban Uhroiidî
     Ucraineană (93,31%)
     Rusă (5,64%)
     Alte limbi (1,02%)
Conform recensământului din 2001, majoritatea populației așezării de tip urban Uhroiidî era vorbitoare de ucraineană (93,31%), existând în minoritate și vorbitori de rusă (5,64%).